# Nyctemera parva
Nyctemera parva är en fjärilsart som beskrevs av Swinhoe 1917. Nyctemera parva ingår i släktet Nyctemera och familjen björnspinnare. Inga underarter finns listade i Catalogue of Life.